# Asmara (stacja kolejowa)
Asmara – stacja kolejowa obsługująca ruch pasażerski w stolicy Erytrei, Asmarze.  
Dworzec został otwarty 5 grudnia 1911 wraz z ukończeniem ostatniego odcinka linii kolejowej z Massauy. Od 1923 rozpoczęły się ruch pasażerski na linii kolejowej do Keren, która została otwarta częściowo już w 1914 dla transportu towarowego.